# Accord d'Ogdensburg
L'accord d'Ogdensburg était un accord conclu entre le premier ministre canadien William Lyon Mackenzie King et le président américain Franklin D. Roosevelt à Heuvelton près d'Ogdensburg, dans l'État de New York, le 17 août 1940. Il détaillait un plan permanent de défense mutuelle entre les États-Unis et le Canada et créait la Commission permanente canado-américaine de défense.

## Histoire et justification
Même si le Canada et les États-Unis sont depuis longtemps des partenaires économiques, le Canada a toujours considéré la Royaume-Uni comme son principal partenaire militaire. Le Canada avait obtenu son indépendance en matière de politique étrangère vis-à-vis de la Grande-Bretagne en 1931 (Statut de Westminster), mais son appartenance au Commonwealth des Nations, la force de l'Empire britannique et les liens historiques et culturels qui les unissent rendaient inutile une alliance militaire avec les États-Unis. La plupart des Canadiens croyaient que la Grande-Bretagne pouvait subvenir à tous les besoins de défense du Canada.
Le Canada avait déclaré la guerre à l'Allemagne nazie peu après le commencement de la Seconde Guerre mondiale, au début de septembre 1939, mais les États-Unis restaient neutres. Au milieu des années 1940, la situation en Europe était devenue désastreuse : les succès militaires de l'Allemagne ont conduit à l'occupation de la majeure partie de l'Europe et, surtout, de la France, qui s'est rendue en juin 1940. Avec l'Allemagne contrôlant ou étant alliée avec presque toute l'Europe continentale, elle a commencé à élaborer des plans pour une invasion des îles britanniques. L'armée apparemment imparable de l'Allemagne, sa campagne sous-marine contre la marine marchande britannique et son pacte de non-agression avec l'Union soviétique ont convaincu de nombreuses personnes, y compris le président américain Franklin Roosevelt, que la Grande-Bretagne elle-même serait bientôt envahie ou contrainte de se rendre.
En juillet 1940, le premier ministre canadien William Lyon Mackenzie King, ainsi qu'un nombre croissant de Canadiens, craignaient donc de plus en plus que la Grande-Bretagne ne tombe et que le Canada, avec sa petite population et ses abondantes ressources naturelles, ne devienne la prochaine cible de l'Allemagne. En plus de transférer ses réserves d'or au Canada au début de la guerre, le gouvernement britannique avait également préparé un plan d'urgence (qui était en grande partie gardé secret pour éviter de nuire au moral) pour évacuer la famille royale, le gouvernement et autant de personnel militaire et scientifique importants au Canada si les îles britanniques tombaient aux mains de l'Allemagne. Ces facteurs n'ont fait qu'accroître les craintes que l'Allemagne ne cible éventuellement le Canada pour sa prochaine conquête.
Le Canada et les États-Unis ont reconnu cette menace. Par la suite, ce sont les États-Unis qui entamèrent des discussions militaires en juillet 1940. Le 18 août, Roosevelt et King se rencontrèrent à l'intérieur des terres, depuis la ville frontalière d'Ogdensburg, dans l'État de New York. Roosevelt a présenté son projet de créer un organe conjoint chargé de superviser la défense des deux nations, non seulement pour la durée de la crise actuelle, mais également de manière permanente. King accepta immédiatement et la Commission permanente canado-américaine de défense fut créée.
La plupart des Canadiens ont approuvé cet accord, qui fut bientôt connu sous le nom d'Accord d'Ogdensburg, car ils le jugeaient nécessaire non seulement pour des raisons de sécurité, mais aussi pour améliorer les relations avec les États-Unis (on espérait également que l'accord aiderait à entraîner les États-Unis dans la guerre). Cependant, certains Canadiens, notamment l'ancien premier ministre conservateur Arthur Meighen, étaient furieux : ils affirmaient qu'en signant cet accord, le Canada non seulement abandonnait la Grande-Bretagne, mais se plaçait effectivement sous le contrôle des États-Unis. Le Premier ministre britannique Winston Churchill s'est également montré en colère, déclarant que « toutes ces transactions seront jugées [à la fin de la guerre] dans un état d'esprit différent de celui qui prévalait tant que la question était toujours en suspens ». Le gouvernement de King a reconnu ces préoccupations : les négociateurs canadiens ont résolument refusé de donner aux États-Unis le contrôle sur les forces canadiennes et ont rejeté les propositions visant à intégrer une grande partie des défenses du pays dans les commandements de défense du Nord-Est et du Nord-Ouest de Washington. L'approche de King satisfaisait la plupart des Canadiens : même si la coopération avec les États-Unis est essentielle, elle ne signifie pas pour autant abandonner les intérêts nationaux du Canada. 

## Depuis la Seconde Guerre mondiale
L'accord a inauguré une coopération militaire plus étroite entre le Canada et les États-Unis et a créé la Commission permanente canado-américaine de défense, qui demeure le principal organisme consultatif sur la sécurité continentale et qui est composée de deux sections nationales composées de représentants diplomatiques et militaires de chaque pays. Pendant sept décennies, ses réunions ont servi de fenêtre sur les relations entre le Canada et les États-Unis en matière de défense. Cette coopération a été encore davantage renforcée par la création de l'Organisation du traité de l'Atlantique nord (OTAN) en 1949, mais la Commission a continué de jouer un rôle important dans les relations et la coordination militaire bilatérales.
Initialement, il a été soutenu que l'accord d'Ogdensburg impliquait que le Canada abandonne la Grande-Bretagne au profit des États-Unis en matière de défense. Cependant, la création de l’Organisation du traité de l'Atlantique nord (OTAN) en 1949 (qui lie le Canada et les États-Unis dans un accord de sécurité collective avec la Grande-Bretagne et l’Europe occidentale) a contribué à apaiser ces inquiétudes.
La Commission a examiné pratiquement toutes les mesures de défense conjointe importantes entreprises depuis la fin de la Seconde Guerre mondiale, y compris la construction de la ligne de radars d'alerte lointaine et la création du Commandement de la défense aérospatiale de l'Amérique du Nord (NORAD) en 1958.

## Voir également
- Histoire militaire du Canada
- Histoire militaire des États-Unis